# Marcus Williams (rođen 1985.)
Marcus Darrell Williams (Los Angeles, 3. prosinca 1985.) američki je profesionalni košarkaš. Igra na poziciji razigravača, a trenutačno je član momčadi KK Crvena zvezda Beograd.

## Sveučilište
Williams je tijekom svoje prve sezone na sveučilištu bio suspendiran pola sezone zbog loših ocjena. Tijekom svoje sophomore sezone (2004./05.) u prosjeku je postizao 9.6 poena i 7.8 asistencija po utakmici. Dobio je nagradu za Big East igrača koji je najviše napredovao. Na svojoj trećoj godini na sveučilištu izbačen je iz momčadi na nekoliko mjeseci zbog krađe i pokušaja prodaje laptopa sa svojim suigračem A. J. Priceom. Prosječno je postizao 12.3 poena i 8.6 asistencija. U utakmici sa sveučilištem Notre Dameom ostvario je svoj šesti triple-double učinak (18 poena, 10 skokova i 13 asistencija) u karijeri. Tijekom NCAA turnira 2006. prosječno je postizao 20 poena i 8.8 asistencija, dok je iz igre šutirao 52%. Williams je 24. ožujka 2006. upisao učinak karijere od 26 poena u nezaboravnoj utakmici osmine finala NCAA turnira protiv Washingtona. 

## NBA

### New Jersey Nets
Izabran je kao 22. izbor prvog kruga NBA drafta 2006. od strane New Jersey Netsa. Izabran je kao član momčadi novaka na T-Mobile Rookie Challengeu 2007. godine. Kao novak upisao je 79 nastupa i prosječno postizao 6.8 poena i 3.3 asistencije po utakmici.

### Golden State Warriors
22. srpnja 2008. mijenjan je u Golden State Warriorse za budući izbor prvog kruga drafta. 10. ožujka 2009. otpušten je iz Wariorrsa i postaje slobodnim igračem.

### Memphis Grizzlies
Tijekom srpnja 2009. nosio je dres Memphis Grizzlies na Ljetnoj ligi u Las Vegasu, a u kolovozu je službeno potpisao ugovor s njima.

## Međunarodna karijera
Krajem ožujka 2009. potpisao je za portorikanskog prvoligaša Quebradillas Pirates. Tijekom prvog dijela sezone prosječno je postizao 15 poena, 5.3 skokova i 9.3 asistencija. Upisao je jedan triple-double učinak i igrao na njihovoj All-Star utakmici. Klub je napustio na kraju sezone. 

## NBA statistika

### Regularni dio
| Godina    | Klub         | Odig. uta. | Uta. poč. | Min. | 2P%  | 3P%  | Sl. bac.% | Skok. | Asist. | Ukr. lop. | Blok. | Poena |
| --------- | ------------ | ---------- | --------- | ---- | ---- | ---- | --------- | ----- | ------ | --------- | ----- | ----- |
| 2006./07. | New Jersey   | 79         | 2         | 16.6 | .395 | .282 | .847      | 2.1   | 3.3    | .4        | .0    | 6.8   |
| 2007./08. | New Jersey   | 53         | 7         | 16.1 | .379 | .380 | .787      | 1.9   | 2.6    | .5        | .1    | 5.9   |
| 2008./09. | Golden State | 9          | 0         | 6.0  | .235 | .333 | .333      | .4    | 1.4    | .1        | .1    | 1.3   |
| Ukupno    |              | 141        | 9         | 15.8 | .386 | .328 | .804      | 1.9   | 2.9    | .4        | .0    | 6.1   |

### Doigravanje
| Godina    | Klub       | Odig. uta. | Uta. poč. | Min. | 2P%  | 3P%  | Sl. bac.% | Skok. | Asist. | Ukr. lop. | Blok. | Poena |
| --------- | ---------- | ---------- | --------- | ---- | ---- | ---- | --------- | ----- | ------ | --------- | ----- | ----- |
| 2006./07. | New Jersey | 12         | 0         | 6.5  | .333 | .077 | .800      | .8    | 1.1    | .1        | .0    | 2.4   |
| Ukupno    |            | 12         | 0         | 6.5  | .333 | .077 | .800      | .8    | 1.1    | .1        | .0    | 2.4   |

## Vanjske poveznice
- Profil na NBA.com
- Profil na Basketball-Reference.com
- Profil na sveučilištu
- Draft profil  Arhivirana inačica izvorne stranice od 4. veljače 2012. (Wayback Machine) na ClutchFans.net